# SNK 40th Anniversary Collection
Az SNK 40th Anniversary Collection videójáték-gyűjtemény, melyet a Digital Eclipse fejlesztett és az SNK által 1979. és 1990. között megjelentetett játéktermi és konzolos játékokból áll. A csomag 2018-ban jelent meg Nintendo Switchre, melyet 2019-ben egy PlayStation 4-, egy Xbox One- és egy Windows-átirat követett.

## Játékok
A csomag Nintendo Switch-, PlayStation 4- és Windows-verziója 24, míg az Xbox One-kiadása 25 játékot tartalmaz. A Baseball Stars és a Crystalis kivételével mindegyik játéknak szerepel a játéktermi kiadása –ezek nem jelentek meg a játéktermekben– illetve bizonyos játékoknak a konzolos kiadása is.
| Év   | Cím                      | Játéktermi ver. | Konzolos ver. |
| ---- | ------------------------ | --------------- | ------------- |
| 1979 | Ozma Wars                | Igen            | Nem           |
| 1980 | Sasuke vs. Commander     | Igen            | Nem           |
| 1981 | Fantasy                  | Igen            | Nem           |
| 1981 | Vanguard                 | Igen            | Nem           |
| 1983 | Munch Mobile             | Igen            | Nem           |
| 1985 | Alpha Mission            | Igen            | Igen          |
| 1985 | TNK III                  | Igen            | Igen          |
| 1986 | Athena                   | Igen            | Igen          |
| 1986 | Ikari Warriors           | Igen            | Igen          |
| 1986 | Victory Road             | Igen            | Igen          |
| 1987 | Bermuda Triangle         | Igen            | Nem           |
| 1987 | Guerrilla War            | Igen            | Igen          |
| 1987 | Psycho Soldier           | Igen            | Nem           |
| 1987 | Time Soldiers            | Igen            | Nem           |
| 1987 | World Wars               | Igen            | Nem           |
| 1988 | Chopper I                | Igen            | Nem           |
| 1988 | P.O.W.: Prisoners of War | Igen            | Igen          |
| 1988 | Paddle Mania             | Igen            | Nem           |
| 1989 | Baseball Stars†          | N/A             | Igen          |
| 1989 | Beast Busters            | Igen            | Nem           |
| 1989 | Ikari III: The Rescue    | Igen            | Igen          |
| 1989 | Prehistoric Isle         | Igen            | Nem           |
| 1989 | SAR: Search and Rescue   | Igen            | Nem           |
| 1989 | Street Smart             | Igen            | Nem           |
| 1990 | Crystalis                | N/A             | Igen          |

† Kizárólag az Xbox One-verzióban érhető el

## Fogadtatás
| Összegzőoldal | Értékelés                              |
| ------------- | -------------------------------------- |
| Metacritic    | 82/100 (XONE) 78/100 (NS) 74/100 (PS4) |

| Szerző                | Értékelés |
| --------------------- | --------- |
| GameRevolution        | 4/5       |
| GameSpot              | 8/10      |
| Hardcore Gamer        | 4/5       |
| IGN                   | 7/10      |
| Nintendo Life         | 8/10      |
| Nintendo World Report | 9/10      |
| Push Square           | 7/10      |

A Metacritic kritikaösszegző oldal adatai szerint a játék általánosságban kedvező kritikai fogadtatásban részesült.

## Fordítás
- Ez a szócikk részben vagy egészben  a   SNK 40th Anniversary Collection című angol Wikipédia-szócikk ezen változatának fordításán alapul.  Az eredeti cikk szerkesztőit annak laptörténete sorolja fel. Ez a jelzés csupán a megfogalmazás eredetét és a szerzői jogokat jelzi, nem szolgál a cikkben szereplő információk forrásmegjelöléseként.